# Kharóšthí

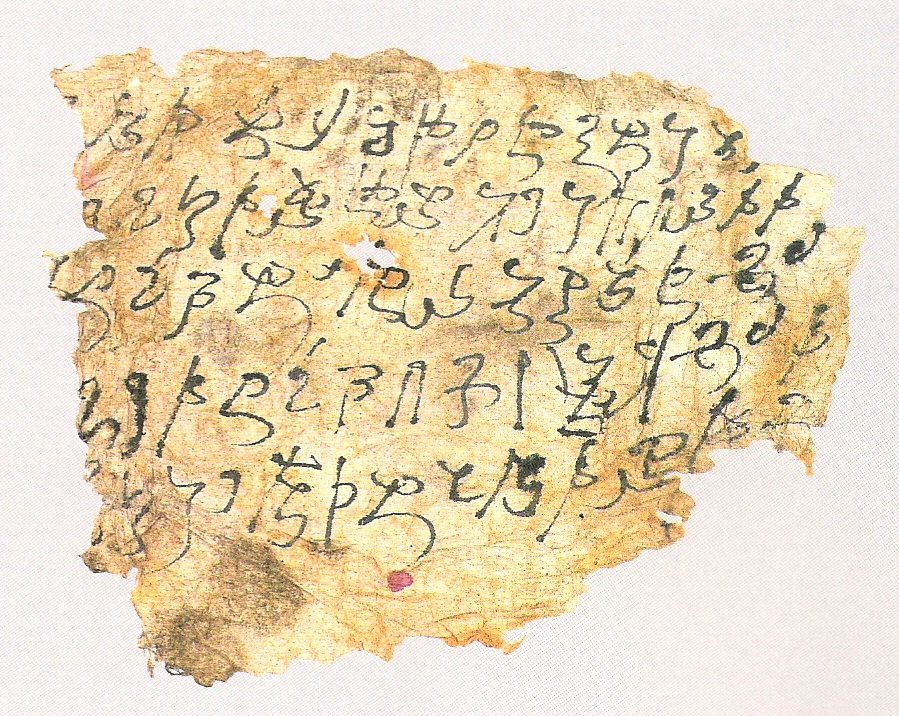
Pásek papíru s textem v kharóšthí z 2.-5. století, tarimská pánev, Sin-ťiang

Kharóšthí je staroindické písmo, které bylo používáno v oblasti severozápadní Indie, zejména v Gandháře. Odtud se mu též někdy říká gandhárské písmo. Bylo používáno k zápisu sanskrtu, gandhárštiny a paštštiny.. Používalo se mezi 3. století př. n. l. až 3. stoletím n. l. Poté se písmo přestalo používat. Kharóšthí se užívalo v Kušánské říši, Sogdianě a podél hedvábné stezky, kde se pravděpodobně používalo o několik století déle než v gandhárské oblasti.

## Vývoj a charakter písma

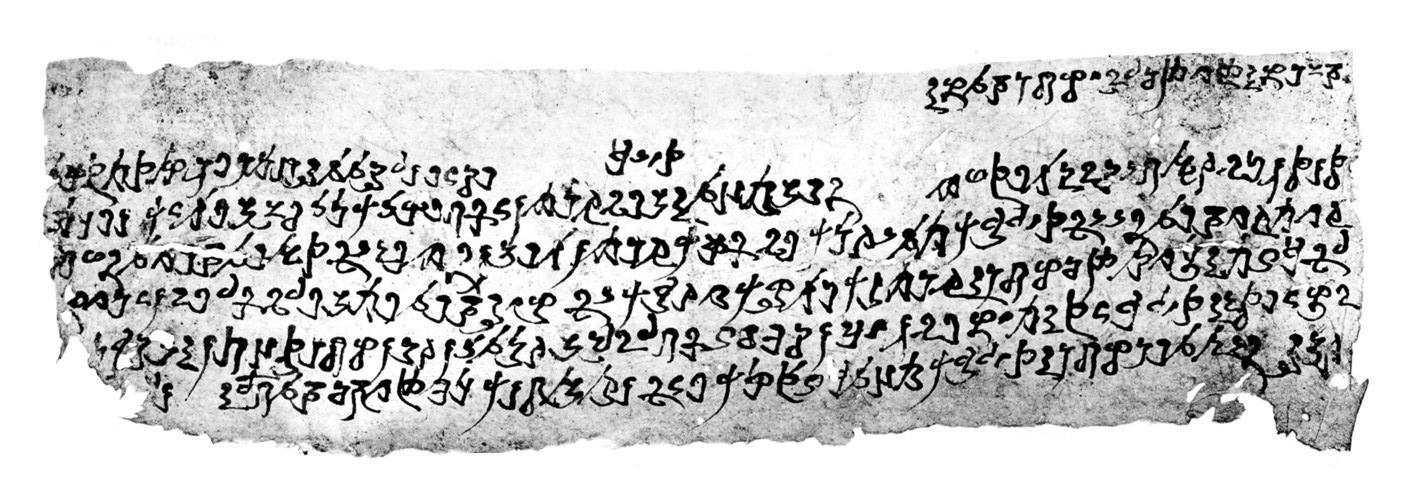
Dokument s písmem kharóšthí nalezený v čínském Lou-lanu

Písmo kharóšthí se na rozdíl od všech ostatních indickým písem píše zprava doleva. Není jisté, zda se písmo vyvíjelo postupně, či zda bylo celé vymyšleno najednou coby dílo jediného člověka či skupiny lidí. Je jisté, že písmo je odvozeno z aramejského písma, byť byla znaková sada kharóšthí značně pozměněna pro potřeby indických jazyků. Podle jedné z teorií o původu kharóšthí bylo aramejské písmo do gandhárské oblasti uvedeno kolem roku 500 př. n. l. Achaimenovci. Následující dvě staletí se vyvíjelo, své konečné podoby mělo dosáhnout ve 3. století př. n. l.; z této doby jsou již doloženy první texty v kharóšthí na Ašókových nápisech ze severozápadního cípu Indického poloostrova. Tato teorie však není podložena a proti ní hovoří i fakt, že z dřívějších dob nebyly nalezeny žádné písemné památky „mezistupňů“ mezi aramejským písmem a písmem kharóšthí.

## Novodobé objevy
Kharóšthí jako první rozluštil v 19. století James Prinsep (1799–1840). Zájem o písmo byl znovuoživen koncem 20. století v souvislosti s objevením tzv. gandhárských buddhistických textů. Ty jsou považovány za nejstarší dochované buddhistické texty na světě a jsou psány v gandhárštině právě písmem kharóšthí. 